# Liste der Kulturdenkmäler in Merzweiler
In der Liste der Kulturdenkmäler in Merzweiler sind alle Kulturdenkmäler der rheinland-pfälzischen Ortsgemeinde Merzweiler aufgeführt. Grundlage ist die Denkmalliste des Landes Rheinland-Pfalz (Stand: 2. September 2022).

## Einzeldenkmäler
| Bezeichnung | Lage               | Baujahr                            | Beschreibung | Bild            |
| ----------- | ------------------ | ---------------------------------- | --- | --------------- |
| Mühle       | Hauptstraße 7 Lage | zweite Hälfte des 16. Jahrhunderts | ehemalige Mühle; Krüppelwalmdachbau, im Kern wohl aus der zweiten Hälfte des 16. Jahrhunderts, eingeschossiger Backhausanbau | Fotos hochladen |